# Вишній Кручов
Вишній Кручов або Вишній Кручів (словац. Vyšný Kručov) — село в Словаччині, Бардіївському окрузі Пряшівського краю. Розташоване в північно-східній частині Словаччини, у південній частині Низьких Бескидів в долині річки Топлі.
Вперше згадується у 1391 році.

## Населення
| Рік:            | 1993 | 2003    | 2013 | 2023    |
| --------------- | ---- | ------- | ---- | ------- |
| Кількість осіб: | 150  | 152     | 152  | 153     |
| Різниця:        |      | +1,33 % | +0 % | +0,65 % |

| Рік:            | 2022 | 2023    |
| --------------- | ---- | ------- |
| Кількість осіб: | 155  | 153     |
| Різниця:        |      | -1,29 % |

В селі проживає 150 осіб.
Національний склад населення (за даними останнього перепису населення — 2001 року):
- словаки — 100,0 %

Склад населення за приналежністю до релігії станом на 2001 рік:
- протестанти — 56,21 %,
- римо-католики — 43,14 %,
- греко-католики — 0,65 %,